# Boško Buha
 Ovo je glavno značenje pojma Boško Buha. Za druga značenja pogledajte Boško Buha (razdvojba).
Boško Buha (Gradina kraj Virovitice, 1926. – Jabuka kraj Prijepolja, 27. rujna 1943.), mladi partizan i jedna od najvećih ikona Drugoga svjetskog rata u Jugoslaviji.

## Životopis
Boško Buha je rođen u podravskom selu Gradina kraj Virovitice, u srpskoj obitelji. Godine 1941., nakon napada Sila osovine na Kraljevinu Jugoslaviju i uspostavljanja Nezavisne Države Hrvatske, njegova je obitelj bila na meti ustaša i morala je naći spas u Srbiji.
Buha je na kraju stigao do teritorija pod kontrolom partizana. Tu se pokušao pridružiti, ali je zbog tek 15 godina starosti odbijen. Nakon nekoliko pokušaja uspio je pristupiti partizanima. Godine 1942. pridružio se Drugoj proleterskoj brigadi NOVJ.
Uskoro je razvio talent za prikradanje do neprijateljskih bunkera i za njihovo uništavanje pomoću ručnih granata. To se dojmilo partizana pa je njegova jedinica, s mnogo mladih i djece, dobila nadimak "Partizanska artiljerija". Potkraj 1942. godine Boška Buhu javno je pohvalio Josip Broz Tito.
Godinu dana kasnije, 27. rujna 1943. godine, Boško Buha pogiba kada je kamion u kome se nalazio upao u zamku četnika u blizini sela Jabuka kraj Prijepolja.

## Odlikovanja i spomen
- Nakon Drugoga svjetskog rata posmrtno je odlikovan Ordenom narodnog heroja Jugoslavije.
- Kazalište u Beogradu dobilo je ime po njemu, a 1979. godine hrvatski redatelj Branko Bauer snimio je film o njegovu životu.

## Zanimljivost
- Nećak Boška Buhe, Nebojša Buha poginuo je u Domovinskom ratu u Operaciji Bljesak kao pripadnik 81. gardijske bojne iz Virovitice.[1] Imao je čin časničkog namjesnika,[1] najviši dočasnički čin u Hrvatskoj vojsci. Poginuo je prvi dan akcije u Cagama, mjestu koje se nalazi na cesti prema Lipiku, sjeverno od Okučana.[1] Nebojša u operaciji Bljesak uopće nije trebao biti jer je zbog ozljede oka na terenu imao operaciju i na dan operacije je trebao biti na bolovanju.[1] Kada su vojnici došli u njegovu kuću da razduži mitraljez on im je rekao: "Ne može, kud Garo, tud i ja".[1] I otišao je. Ime Garo dao je mitraljezu od kojeg se nije htio odvajati.[1] "Baš je bio hrabar, kao njegov stric Boško Buha. Neno je pucao iz mitraljeza, a Boško je bacao bombe" kaže majka Jagica Buha.[1]